# Sachiko Otani
Sachiko Otani, född 3 augusti 1965 i Suita, är en japansk före detta volleybollspelare.
Otani blev olympisk bronsmedaljör i volleyboll vid sommarspelen 1984 i Los Angeles.